# 李希程
李希程（1503年—？），字宗伊，河南開封府蘭陽縣人，軍籍，明朝政治人物。

## 生平
嘉靖七年（1528年）戊子科河南鄉試第十三名舉人，十七年（1538年）中式戊戌科會試第一百六十四名，三甲第四十一名進士。官山東萊陽縣知縣。

## 家族
曾祖李愚，知州；祖父李錦，訓導；父李浚，監生。母毛氏。具庆下。弟希韩、希欧。